# Kanatbek Begalijev
Kanatbek Begalijev (Talas, 14. veljače 1984.) je kirgistanski hrvač.
Osvojio je srebrnu medalju na
olimpijskim igrama 2008.
Poslije olimpijskih igra u Ateni 2004 gdje je završio na 11 mjestu je dobio pozivnicu da se pridruži reprezentaciji Kazahstana, koju je prihvatio te je postao građanin Kazahstana.